# 盧布爾雅那車站
盧布爾雅那車站是斯洛維尼亞首都盧布爾雅那的一座鐵路車站，由斯洛維尼亞鐵路擁有及營運，該車站是盧布爾雅納乃至全斯洛維尼亞的樞紐車站。車站建築完工於1948年，並於1949年正式啟用，1980年則由建築師馬克·穆希奇進行了整修。